# Giovanni Incisa della Rocchetta
Giovanni Incisa della Rocchetta (Roma, 1897 – 1980) è stato uno storico e nobile italiano.

## Biografia
Nato a Palazzo Chigi, Giovanni era figlio del marchese Enrico, di famiglia piemontese, e di Eleonora Chigi, di famiglia romana. Si laureò nel 1923.
Curatore di diverse mostre, fu attivo in diversi enti culturali, specie a Roma, come l'Istituto di Studi Romani, di cui era membro ordinario, la Società romana di storia patria, di cui fu Segretario per molti anni, e l'Accademia di San Luca, di cui fu Accademico benemerito.

## Opere
- Giovanni Incisa Della Rocchetta, L'evoluzione della cartografia romana dall'antichità ad oggi nell'opera" Le piante di Roma". II) Dal sec. XVII al sec. XX.", collana Studi Romani, vol. 11.6, 1963,  p. 696.
- Giovanni Incisa Della Rocchetta, Documenti sui quadri del Rubens,” Rendiconti della Pontificia Accademia Romana di Archeologia XXXV (1962–1963), in Documenti editi e inediti sui quadri del Rubens nella Chiesa Nuova, 1963,  pp. 162-183.
- Giovanni Incisa Della Rocchetta, Gli appunti autobiografici d'Alessandro VII nell'Archivio Chigi, Biblioteca Vaticana, 1964.
- Giovanni Incisa Della Rocchetta, Documenti sul complesso borrominiano alla Vallicella (1617-1800), collana Società romana di storia patria, vol. 104, 1983.
- Kybal, Vlastimil, and Giovanni Incisa della Rocchetta. "La nunziatura di Fabio Chigi: 1640–1651 (Rome, 1943–1946) 1 vol. in two parts". Miscellanea della Reale deputazione Romana di storia patria, vols. XIV and XVI.
- Giovanni Incisa Della Rocchetta, II Museo di curiosita del Cardinale Flavio Chigi Seniore, 1925,  pp. 3-8.
- Giovanni Incisa Della Rocchetta, "Del Ciborio di Ciro Ferri alia Vallicella". L'Oratorio di S. Filippo Neri 19 (1962): 1-6.
- Giovanni Incisa Della Rocchetta e Virgilio Spada, L'Oratorio Borrominiano nella descrizione del P. Virgilio Spada, 1967.
- Giovanni Incisa Della Rocchetta, Grillo, asino del Pigneto, Roma, Palombi, 1993.
- Karl Noehles, Giovanni Incisa Della Rocchetta, Carlo Pietrangeli e Mino Maccari, La Chiesa dei SS. Luca e Martina nell'opera di Pietro da Cortona, Roma, U. Bozzi, 1970.
- Giovanni Incisa Della Rocchetta, Notizie sulla fabbrica della Chiesa Collegiata di Ariccia (1662-1664): con una appendice su" Alessandro Mattia, pittore da Farnese, Istituto Poligrafico dello Stato, 1929.
- Giovanni Incisa Della Rocchetta, La collezione dei ritratti dell'Accademia di San Luca, vol. 4, Roma, Accademia di San Luca, 1979.
- Giovanni Incisa della Rocchetta, Nello Vian e Carlo Gasparri, Il primo processo per San Filippo Neri nel codice Vaticano latino 3798 e in altri esemplari dell'Archivio dell'Oratorio di Roma, Biblioteca apostolica vaticana, 1957.

### Cataloghi di mostre
- Giovanni Incisa della Rocchetta, Mostra di ritratti di accademici del Settecento e dell'Ottocento, Roma, Palazzo Carpegna, 10-30 giugno 1970, Accademia nazionale di San Luca, 1970.
- Mostra di Roma nell'Ottocento. [Catalogo per Giovanni Incisa della Rocchetta. Prefazione di Carlo Galassi Paluzzi. 2ª edizione.] Roma, Gennaio-aprile 1932-X.
- Giovanni Incisa Della Rocchetta (a cura di), Mostra di vedute romane appartenenti alla raccolta del Barone Basile de Lemmerman: catalogo., U. Quintily Tip., 1955.
- Giovanni Incisa Della Rocchetta (a cura di), Mostra di Roma secentesca: catalogo, Stabilimento Tipo Litografico del Genio Civile, 1930.
- Giovanni Incisa Della Rocchetta e Carlo Pietrangeli (a cura di), Vedute di Roma di Ingres : disegni appartenenti al Museo di Montauban esposti nel Palazzo Braschi a cura degli Amici dei musei di Roma : la manifestazione e organizzata per iniziativa dell'Ambasciata di Francia in Italia con la collaborazione del Comune di Roma : Roma 6 giugno-6 luglio 1958, Roma, Ist. grafico tiberino, 1958.
- Lucia Cavazzi Palladini e Giovanni Incisa della Rocchetta (a cura di), Roma sparita: mostra di disegni e acquerelli dal sec. XVI al XX dalla donazione della Contessa Anna Laetitia Pecci Blunt al Museo di Roma, F.lli Palombi, 1976.
- Giovanni Incisa della Rocchetta, Vedute romane di Stefano Donadoni (1844-1911), in Catalogo della Mostra, Roma, Fratelli Palombi, 1972,  pp. 7-29.
- Galleria d'arte moderna (Roma), Giovanni Incisa della Rocchetta, and Bartolomeo Pinelli, La raccolta di acquarelli di Bartolomeo Pinelli donati dal barone Basile de Lemmerman al Comune di Roma, 1958.